# Калмыкова, Ольга Николаевна (теннисистка)
Ольга Николаевна Калмыкова (20 октября 1913, Харьков — 1961) — советская украинская теннисистка, многократная чемпионка СССР (в частности, в 1946 и в августе 1947 года), с 1948 года — заслуженный мастер спорта СССР, тренер юношеской сборной УССР, чемпионка СССР в смешанном разряде вместе с Николаем Озеровым. Проживала в Киеве.

## Биография
Окончила Харьковский ГИФК. В теннис играла с 19 лет. Представляла СК «Динамо», была принципиальной соперницей Нины Тепляковой. Тренировалась у Владимира Бальвы.
Чемпионка СССР 1934 года, после войны ещё четыре раза выигрывала чемпионат СССР по теннису в одиночном (1946—1947), парном (1948) и смешанном (1949) разрядах. Девятикратная финалистка чемпионатов СССР в парном (1946, 1949—1951) и смешанном (1946—1948, 1950—1951) разрядах. Обладала мощными ударами справа и с лёта, выходила к сетке, что в те времена не было характерно для женского тенниса. Про неё говорили, что она играет в мужской теннис.
В послевоенные годы приобщилась к созданию теннисных секций в различных спортивных обществах и ведомствах Киева, также развивала теннис в харьковских кружках; благодаря своему спортивному авторитету развивала популярность тенниса.
Благодаря ей в Киеве создавались теннисные секции на «Большевике», «Медике», «Пищевике». Юношеская сборная УССР под её руководством пять раз становилась чемпионом СССР — с 1950 по 1955 годы.
В конце 1950-х тяжело болела, на общественных началах организовала при КБ Антонова новую секцию, туда пригласила своих учеников Дмитрия Бабия и Михаила Яновского.
С 1966 года разыгрывался Кубок УССР памяти О. Н. Калмыковой среди женских команд ДСО и ведомств. Среди её учеников — Герман Беньяминов, Александр Карпенко.